# 吉野村 (千葉県)
吉野村（よしのむら）は、千葉県君津郡（天羽郡）にかつて存在した村である。現在の富津市の北部に位置している。
富津市立吉野小学校にその名をとどめる。

## 沿革
- 1889年（明治22年）4月1日 - 町村制施行により、上村、一色村、障子谷村、相野谷村、西大和田村、絹村、近藤村、八田沼村、中村が合併し、天羽郡吉野村が発足。
- 1897年（明治30年）4月1日 - 天羽郡が統合されて君津郡となる。
- 1937年（昭和12年）4月1日 - 大貫町へ編入され消滅。
- 1955年（昭和30年）3月30日 - 大貫町が佐貫町と合併し、大佐和町を新設。
- 1971年（昭和46年）
  - 4月25日 - 大佐和町が富津町、天羽町と合併し、改めて富津町を新設。
  - 9月1日 - 富津町が市制施行し、富津市となる。

## 交通

### 鉄道
村域内は通っていないが、国鉄房総西線（現JR内房線）の大貫駅が近くに存在した。